# Anajatuba
Anajatuba là một đô thị thuộc bang Maranhão, Brasil. Đô thị này có diện tích 1116,947 km², dân số năm 2007 là 21944 người, mật độ 19,65 người/km².